# Michele Crisafulli Mondìo
Michele Crisafulli Mondìo (Messina, 19 marzo 1881 – Savoca, 26 febbraio 1943) è stato un politico italiano, esponente del fascismo messinese, deputato del Regno d'Italia, sindaco di Santa Teresa di Riva.

## Biografia

### Origini familiari
Michele Crisafulli Mondìo nasce da facoltosa famiglia di latifondisti. Il padre, l'avvocato Francesco Antonio Crisafulli-Trimarchi (1836-1904) appartiene ad un'agiata famiglia aristocratica proveniente da Savoca, la madre Amalia Elvira Mondìo dei marchesi di Navarri (1854-1908) discende da un nobile casato di origine spagnola, trapiantato a Messina nel XVI secolo.
La famiglia Crisafulli-Trimarchi-Mondìo, che vive tra Messina, Savoca e Santa Teresa di Riva, possiede vaste proprietà agrarie e urbane nei comuni di Savoca, Santa Teresa di Riva e Capo d'Orlando. Il nonno paterno, notar Vincenzo Crisafulli (1794-1868) era stato cassiere comunale di Savoca; i due zii paterni furono il sacerdote Giuseppe Crisafulli Trimarchi (1819-1887), preside della Facoltà di Lettere, e il professor Michele Crisafulli Trimarchi, preside della facoltà di Medicina dell'Ateneo Messinese). Crisafulli Mondio era inoltre zio materno del politico liberale Vincenzo Michele Trimarchi (1914-2007).
Il nome  è di chiara origine greca: deriva infatti da χρυσός ("oro") e φύλλον ("foglia"), ergo "foglia d'oro".
Secondo il Mugnos, questa famiglia discende dal generale bizantino Giorgio Maniace Crisafi, principe e Vicario dell'Imperatore di Costantinopoli, e sarebbe stata originata da un certo Giovan Dragutto, chiamato con il vezzeggiativo Crisafulli per le sue qualità umane.
Tra gli esponenti più illustri della famiglia si ricordano un Leonardo Crisafulli, (1525-1605) protomedico del Regno di Sicilia, decorato, con privilegio del 20 dicembre 1604, del titolo di don; un Santoro Crisafulli (1560-1638) fu dottore in ambo le leggi, Luogotenente dello Strategoto di Messina, Giudice della Corte Straticoziale e della Gran Corte Regia; un Cola-Antonio Crisafulli, assieme al Santoro e al Leonardo suddetti, risulta iscritto alle Mastre Nobili di Messina negli anni novanta del Cinquecento.
Lo stemma è di rosso, all'albero di alloro, sradicato al naturale, sostenuto da due leoni d'oro, controrampanti ed affrontati al tronco.

### Formazione e prima attività politica
Si laurea in Giurisprudenza a Messina. Nel 1907 inizia la sua carriera politica con l'elezione a sindaco del comune di Santa Teresa di Riva: manterrà tale carica fino al 1917. Nel 1908, scampa, per un puro caso, al terremoto di Messina, in cui perdono la vita cinque dei suoi otto fratelli (una sorella e quattro fratelli) e la madre. Nel 1917, diventa consigliere provinciale a Messina e inizia la sua collaborazione politica col duca Giovanni Antonio Colonna di Cesarò, esponente dei demosociali. Tra il 1917 e il 1920, ricopre altresì le cariche di assessore e vicesindaco nella giunta comunale di Santa Teresa di Riva, presieduta, in quegli anni, dal sindaco cav. Vittorio Caminiti.
Nel 1919 si candida con i radicali alla Camera dei deputati ma non viene eletto. Nel 1921 è eletto deputato con la lista del partito Agrario.

### Adesione al fascismo
Ad agosto del 1923, aderisce al movimento fascista, divenendo in breve tempo capo indiscusso del fascismo nel Messinese, emarginando il fondatore del fascio messinese, Gennaro Villelli, e dirigendo con energia la fascistizzazione di tutta la provincia.
Nel 1924 è rieletto deputato nel Listone nel collegio unico siciliano e viene riconfermato anche nella successiva legislatura nel 1929. Più volte è segretario provinciale del PNF a Messina. Diviene amico personale e collaboratore del duce e lo stesso Benito Mussolini trascorre più volte, in gran segreto, alcuni giorni di villeggiatura nella villa del Crisafulli a Santa Teresa di Riva, oggi conosciuta come Villa Crisafulli-Ragno.

### Carriera politica a Messina
Nel corso degli anni venti è presidente del Rotary Club di Messina. Promuove a Santa Teresa di Riva e dintorni la costruzione di alcune opere pubbliche. Sponsorizza, in collaborazione con l'attore Piero Carnabuci, suo concittadino, la promozione di spettacoli teatrali presso il Teatro antico di Taormina.
Verso la metà degli anni venti, la sua unica figlia (adottiva) Aldea Righetti Crisafulli, va in sposa all'avv. Luigi Ragno, commissario prefettizio e podestà di Santa Teresa di Riva tra il 1924 e il 1929.
Nel 1929, entra in contrasto con l'onorevole Ludovico Fulci, già ministro delle poste, amico personale di re Vittorio Emanuele III. A causa di ciò è espulso per un certo periodo dal Partito Fascista e costretto a riparare per qualche tempo in Spagna. Tornato a Messina si dedica all'industria agrumaria: ha però ormai perduto la leadership del fascismo nella provincia di Messina.
Nel 1942 lascia la città di Messina, martellata da continui bombardamenti aerei anglo-americani, e ripara nella tranquilla Savoca, alloggiando nell'antico palazzotto dei suoi avi, sito in via San Michele, presso l'antica porta della città. Morirà improvvisamente il 26 febbraio 1943, a Savoca, stroncato da un infarto. Viene tumulato nella cappella gentilizia delle famiglie Crisafulli-Trimarchi nel Gran Camposanto di Messina.
Massone, fu membro della Gran Loggia d'Italia.